# Garci González de Silva
Garci González de Silva (c.1546-1625), fue un conquistador español, nacido en la ciudad extremeña de Mérida hacia 1546 y era hijo de don Lorenzo González y de doña Leonor de Silva. Con la protección de su tío materno, don Pedro Maraver de Silva, muy joven, llegaba por primera vez al continente americano, y como soldado bisoño, intervenía en la conquista de territorios peruanos y neogranadinos. 
Como su tío andaba tras el mito de El Dorado, en 1568 regresaba a España con él para la solicitud de la conquista y colonización de la "Nueva Extremadura", territorio hipotéticamente enclavado en la parte sur-oriental de la provincia de Venezuela entre los ríos Orinoco y la parte norte del Amazonas. Realizó numerosas expediciones para subyugar a los cumanagotos.

## Camino de Venezuela
En marzo de 1569 cumplidos veintidós años, Garci González, con el sonoro cargo de "Alférez General del Descubrimiento del Dorado", partía junto a su tío Pedro hacia el litoral caribeño. Después de que rechazaran un barco pirata que pretendía atacarlos cerca de Tenerife y abastecidos en La Gomera llegaban hasta la isla de Margarita a finales de mayo de 1569, donde recalarán, descansarán y se procurarán avituallamientos para ese largo recorrido que les espera hasta su lejana gobernación de la Nueva Extremadura.

## El carácter de don Pedro
Los españoles margariteños los acogen con hospitalidad y les señalan la ruta que han de seguir para llegar a sus distantes territorios. Pero don Pedro saca a relucir su mal humor, desconfiando de los isleños, que bien le aconsejaban y le señalaban lo que debía hacer y las precauciones que deberían tomar con la población indígena que encontrarían. Como don Pedro no entra en razón, antes de salir de Margarita desertan más de un centenar de soldados.
Al desembarcar en la costa de Venezuela en Borburata, le dejarán otros tantos; por otro lado su mismo sobrino lo abandonaba con una partida de cuarenta soldados de los mejores. Como el territorio estaba falto de tropa, enseguida Diego de Losada le busca acomodo para que se unan a la defensa de la recién fundada Santiago de León de Caracas que diariamente se veía atacada por tribus de la zona.

## Las primeras acciones
Los guerreros caribes del territorio no daban tregua a la recién fundada Caracas y, sin muchos recursos y pocos soldados, había que combatir todos los días para atajar los peligros que la acechaban. Aunque se había dotado de precarias defensas a la ciudad con una empalizada, los ataques indígenas eran constantes a cualquier hora del día.
Al llegar Garci González con sus huestes, cambió por completo el panorama defensivo y se evitó que desapareciera la nueva ciudad. Acompañado, en sus inicios, por el veterano capitán Pedro Alonso Galeas, irá sometiendo a las tribus indígenas que habitaban el valle de Caracas y devolviendo la estabilidad y el sosiego a la comarca.
En 1571 combate a los mariches; en 1572 al cacique Conopoima en Los Teques, entonces también recibe en encomienda a los indígenas de Tácata y Capaya. 
En estos años toma posesión de sus primeros predios en La Vega y Catia, donde se dedica a la agricultura. En 1573 es elegido regidor del cabildo caraqueño y lo autorizan a explotar las minas de oro de Mamo, en el litoral central, y eso lo lleva a combatir contra los tarmas y vencerlos. 
La pacificación de Caracas tuvo a González de Silva como protagonista en el triste episodio de la muerte del cacique Tamanaco. 
Tras una encarnizada batalla en la que hicieron prisionero a Tamanaco, el último bastión de resistencia indígena en Caracas, se le propuso que se trenzara una lucha con el mastín que acompañaba a Don Garci, que era una fiera portentosa, y que si salía ganancioso lo dejaban libre. Del encontronazo quedó la cabeza de Tamanaco desprendida de su tronco por causa de los mordiscos feroces del animal. Un horror del que hasta los mismos españoles  han debido quedar espantados. Luego de su muerte Tamanaco se volvió una leyenda entre los nativos quienes gritan su nombre durante la batalla.

## Defensa y pacificación
En una de sus intervenciones reducirá a "Paramaconi" uno de los caciques más reacios que habitaban la zona. Garci González con treinta hombres, se adentra una noche en el poblado para detenerlo y después de una feroz lucha entre los dos, dejaba malherido al cacique. Los españoles se volvieron a Caracas y extendieron la noticia de la muerte del indio; Paramaconi logró salvarse de aquellas graves heridas; algún tiempo después, el cacique se presentaba en Caracas para ofrecerle a González de Silva la sumisión de su pueblo.
De la recíproca admiración que ambos sentían por la singular pelea que sostuvieron, nacerá una sincera amistad; y cuando en ocasiones el cacique visitaba Caracas, compartía la mesa y se alojaba en la casa de Garci González de Silva. Acciones como esta, se repetirán frecuentemente durante su vida castrense con varios caciques de la zona.
En otra de sus intervenciones, González de Silva, Francisco de Infante y dos soldados más, dormían en un bohío, cuando al clarear el día se vieron atacados por unos indios; los dos soldados murieron en la refriega e hirieron a Infante. A Garci González lo llevaban a hombros, pero logró sacarse una espuela y con arma tan precaria puso en fuga a sus atacantes.

## Empalador de Caníbales
En los territorios próximos a la Valencia venezolana, el ataque de los caribes de la tribu Meregotos era frecuente y los indios de la comarca eran víctimas de horribles matanzas. Garci González es comisionado para atajar aquellas carnicerías y con una partida de infantería y cuarenta caballos se presentan en la zona, y al pasar por un río, encuentran un montón de cabezas y señales del macabro festín.
Se empeñan en buscarlos río abajo y un par de días después encontrarán a los caribes que, después de atacar un poblado indígena, cometían la misma fechoría que en el caso anterior. Los españoles, silenciosamente se acercan al lugar y cuando se dieron cuenta los caribes ya tenían encima a los soldados. Lograron apresar a unos cuantos y González de Silva dio la orden de «empalar» a los indios que le ofrecían resistencia a sus intentos de esclavizarlos en las fincas aledañas al cerro que en ese entonces era llamado El Calvario. La cruel práctica de empalar consistía en atravesar longitudinalmente a una persona con una estaca previamente clavada en el suelo con la punta hacia arriba, de la misma manera que se hace con un animal para asarlo.  Un escarmiento ejemplar que serviría para que durante una larga temporada desaparecieran los caribes de aquella zona.

## Los cumanagotos
Los cumanagotos poblaban el oriente de la provincia de Venezuela, después de varias tentativas aún no habían sido subordinados y el gobernador Pimentel en 1579 encargó a González de Silva la pacificación y el poblamiento del territorio, pero aquellos indígenas eran demasiado indómitos y el intento no iba a tener el éxito deseado. Después de varias batallas contra ellos, fundaba la villa de Espíritu Santo de vida efímera por la arremetida de la indiada.
En 1580 por segunda vez se repoblaba la villa y se le dotaba de Cabildo, autoridades y guarnición, pero en cuanto desaparecieron los soldados de Garci González, los indómitos cumanagotos volvieron a deshacer lo que tanto trabajo había costado conseguir.

## El saqueo de Caracas
En 1595 los piratas que comandaba el inglés Amyas Preston, lugarteniente de sir Walter Raleigh, arribaron al puerto de La Guaira, para saquear la ciudad de Caracas , y como Garci González era el alcalde en aquella ocasión, en ausencia del gobernador Diego de Osorio no tuvo otro remedio que organizar la defensa de la ciudad y procurar que los daños fueran los menos posibles. 
En aquella ocasión, no tuvo otro remedio que organizar la defensa de la ciudad con el apoyo del experimentado capitán  Pedro Alonso Galeas y procurar que los daños fueran los menos posibles. Salieron al encuentro de los piratas por el camino real, pero no los hallaron porque habían cogido una trocha secreta que les revelara un español bajo amenazas en el actual Macuto. Cuando los españoles descubrieron la jugada ya era tarde, los piratas andaban por Caracas cometiendo atropellos y saqueos. Este sería el único ataque pirata que sufriría Caracas en su historia colonial al contrario de las múltiples intervenciones similares infligidas en otras ciudades costeras de América.

## La última intervención militar
Cuando Garci González contaba con más de 60 años, tuvo que organizar el traslado de unas cargas de oro con pequeña escolta para no despertar sospechas, que desde las minas de Buría (cercanas a Barquisimeto) eran conducidas a Caracas. El cacique Piromano y sus “jiraharas”, como observaron que eran pocos los españoles, creyeron que se harían con la carga sin mucho esfuerzo.  
En la refriega murió el capitán Quintana que iba al frente de la tropa, pero con la defensa de Garci González y los pocos soldados que llevaba, los indios tuvieron que abandonar el proyecto de quedarse con el oro y acabar con los españoles.

## Patricio y político
Después de un largo batallar por la defensa de Caracas, la fundación de asientos y la pacificación de los territorios durante veinte años, con el tiempo fue dejando la ocupación castrense para dedicarse a otros menesteres, entre los que se encontraban la colaboración edilicia y la atención a sus negocios agropecuarios. 
Aunque desde el principio colaboró en la organización del Cabildo, será partir de 1579, que compaginándolo con la ocupación castrense y el cuidado de sus extensas propiedades, empezará a ocupar cargos en el Cabildo de Caracas. Alcalde ordinario, Regidor perpetuo, Depositario general, Tenedor de bienes de difunto, Juez de comisión, Contador general, Tesorero de la Real Hacienda, además de Regidor perpetuo y, Maestre de campo..
En 1624, Garci Gozález agrega a sus cargos el de Teniente de Capitán General, pero le duró poco, puesto que al año siguiente muere en Caracas. Es enterrado en la Catedral de Caracas por los servicios prestados.

## Familia
En 1578, casó con Beatriz de Rojas, una de las damas más encumbradas de Caracas y fueron padres de María, Mechor, Gaspar, Baltasar, Diego, José y Ana. Muere en 1625 y por los innumerables servicios prestados a la ciudad es enterrado en la Catedral de Caracas.

## Homenajes
La influencia de Garci González en la cultura popular venezolana es tal, que se dio el nombre a una fruta silvestre propia del valle de Caracas (la “garcigonzález”) y a un pequeño pájaro el “gonzalito” de color negro y amarillo, colores que portaban los conquistadores.
Actualmente el conquistador Garci González de Silva tiene dedicada con su nombre una avenida en el sector La Yaguara de Caracas.